# Besedka Johnson
Beatrice Vivian Divic, conocida como Besedka Johnson (Detroit, Míchigan, 5 de octubre de 1925) - (Glendale,California, 4 de abril de 2013), fue una actriz estadounidense.  En la mayor parte de su vida, Besedka Johnson fue comerciante. Estando retirada fue descubierta a los 85 años por un productor cinematográfico. Filmó una única película, Starlet, de Sean Baker y protagonizada por Dree Hemingway. Por el film obtuvo críticas elogiosas y fue premiada.